# Ligatur (Musik)

Quadratnotation von vier Doppeltonneumen als Ligaturen (links oben und unten eine Clivis, rechts oben und unten ein Pes)

Die Ligatur erscheint in einstimmigen mittelalterlichen christlichen Gesängen als Schreibweise zur Verbindung zweier oder mehrerer Töne auf einer Silbe. Seit dem 13. Jahrhundert ist das Wort in dieser Bedeutung belegt.
Schon in der Neumennotation des 8ten Jahrhunderts wurden (meist) mehrere Töne auf einer Silbe mit einer durchgehenden oder Wellenlinie verbunden. Nach der Einführung von Notenlinien im 11. Jahrhundert wurden weiterhin die einzelnen oder Gruppenneumen auf die Notenlinien geschrieben. Ab dem 12. Jahrhundert betonten die Schreiber jedoch zunehmend die Position der Noten im Liniensystem, indem sie dafür die breite Seite der Schreibfeder benutzten; die Quadratnotation war entstanden. Die Gruppen aus (nun) quadratischen Noten wurden weiterhin verbunden, entweder durch enggesetzte Notenköpfe oder breite bzw. dünne Striche (Bild). Dabei sind Ligaturen mit untereinanderstehenden Noten jeweils von unten nach oben zu singen, nebeneinanderstehende einfach in Leserichtung von links nach rechts.
Mit den Notenformen der Quadratnotation wurde ab dem späten 12. Jahrhundert auch mehrstimmige Musik aufgezeichnet, für die sich im 13. Jahrhundert die Regeln der Modalnotation entwickelten. Bestimmte Kombinationen unterschiedlich langer Ligaturen zeigen an, in welchem Rhythmus ein Abschnitt ausgeführt werden sollte.
Auch zur Mensuralnotation gehören weiterhin Ligaturen. Hier gibt es Ligaturen-Varianten, die alle eine unterschiedliche Rhythmisierung bedeuten. Schon im 16. Jahrhundert werden sie allerdings seltener; dies mag einerseits daran liegen, dass sich Ligaturen im Notendruck schwerer darstellen lassen als einzelne Noten.-, andererseits werden jetzt häufiger kürzere Notenwerte verwendet, die sich nicht als Ligaturen darstellen lassen. In der modernen Notenschrift, die um 1600 entstand, haben Ligaturen keinen Platz mehr.
In der modernen Notenschrift wird der Begriff „Ligatur“ auch synonym für Haltebögen bei Legato und Appoggiatura verwendet.